# Rainer Hamm
Rainer Hamm (* 24. Februar 1943 in Altenglan) ist ein deutscher Strafverteidiger und Strafrechtsprofessor.

## Leben
Hamm studierte von 1964 bis 1968 Rechtswissenschaften an der Universität des Saarlandes, an der Freien Universität Berlin und an der Johann Wolfgang Goethe-Universität Frankfurt am Main. Er promovierte 1972 in Berlin mit der Arbeit „Der gesetzliche Richter und die Ablehnung wegen Besorgnis der Befangenheit“ bei Ernst Heinitz. Von 1972 bis 1973 war er in der Kanzlei der Bonner Rechtsanwälte Redeker Schön Dahs & Sellner und von 1973 bis 1979 bei dem Frankfurter Strafverteidiger Erich Schmidt-Leichner tätig.
1979 gründete er mit dem früheren Senatspräsidenten des 5. Strafsenats des Bundesgerichtshofs, Werner Sarstedt, seine eigene Kanzlei, die bis heute auf acht Anwälte angewachsen und ausschließlich auf dem Gebiet des Strafrechts – insbesondere des Wirtschafts- und Steuerstrafrechts – tätig ist.
Vor und seit Gründung der eigenen Kanzlei ist Hamm in vielen Strafprozessen als Verteidiger aufgetreten, unter anderem im Verfahren um den Absturz des Lufthansa-Fluges 540, im ALKEM-Verfahren, im EM-TV-Verfahren und im Mannesmann-Prozess. Daneben ist er als Autor eines Standardwerks über die strafrechtliche Revision auch häufig als Verteidiger in der Revisionsinstanz tätig.
Seit 1991 ist er Honorarprofessor für Strafprozessrecht an der Johann Wolfgang Goethe-Universität in Frankfurt am Main. Neben der anwaltlichen Tätigkeit hat Hamm eine große Anzahl von Artikeln, Anmerkungen und Buchveröffentlichungen verfasst. Seit 1987 ist er zudem Mitherausgeber der Neuen Juristischen Wochenschrift.
Von 1996 bis zum 30. Juni 1999 war Hamm neben dem Beruf des Rechtsanwalts Hessischer Datenschutzbeauftragter. Hamm ist Mitglied und Referent im Deutsche Strafverteidiger e. V. Im Deutschen Anwaltverein gehörte er dem Strafrechtsausschuss an. Wiederholt ist er auch als Sachverständiger beim Rechtsausschuss des Deutschen Bundestages aufgetreten.
Hamm ist verheiratet mit der Rechtsanwältin Regina Michalke und hat zwei Söhne.

## Publikationen
- Rainer Hamm/Jürgen Pauly: Die Revision in Strafsachen. 8. Auflage 2021, De Gruyter, ISBN 978-3-11-044352-3
- Hamm/(Hassemer)/Pauly: Beweisantragsrecht. 3. Auflage 2019, C.F. Müller, ISBN 978-3-8114-6056-0
- Beck’sches Formularbuch für den Strafverteidiger. 6. Auflage 2018, C. H. Beck, ISBN 978-3-406-58887-7
- Festschrift zum 65. Geburtstag (Herausgeber: Regina Michalke, Wolfgang Köberer, Jürgen Pauly, Stefan Kirsch, De Gruyter 2008)